# Берлингтон (Вермонт)
Берлингтон (енгл. Burlington) град је у САД у савезној држави Вермонт и највећи град у тој савезној држави. По подацима из 2000. у граду је живело 38.889 становника.

## Географија
Берлингтон се налази на надморској висини од 61 m.

## Демографија
По попису из 2010. године број становника је 17.904, што је 2.09 (13,2%) становника више него 2000. године.
|                   | 2010.           | 2000.           |
| Укупно            | 17 904 (100,0%) | 15 814 (100,0%) |
| Белци             | 15 876 (88,67%) | 14 704 (92,98%) |
| Азијати           | 969 (5,412%)    | 530 (3,351%)    |
| Остали            | 685 (3,826%)    | 256 (1,619%)    |
| Хиспаноамериканци | 336 (1,877%)    | 192 (1,214%)    |
| Афроамериканци    | 38 (0,212%)     | 132 (0,835%)    |